# Mel White

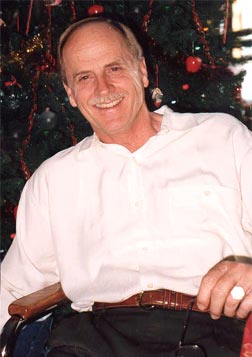
Rev. Mel White, 1995

James Melville „Mel“ White (* 1940) ist ein US-amerikanischer, homosexueller christlicher Geistlicher, Theologe und Autor. Er gehörte als evangelikaler Protestant von den 1960er bis in die 1980er Jahre zu den Ghostwritern für Fernsehprediger wie Jerry Falwell, Pat Robertson und Billy Graham. Nach vielen Jahren des Schreibens von Büchern für die Religiöse Rechte outete er sich 1994.

## Leben
1962 graduierte White am Warner Pacific College. Im gleichen Jahr heiratete White seine Frau Lyla. Sie haben zwei Kinder, eines der beiden ist der Komiker, Schauspieler und Skriptschreiber Mike White. Nach ihrer Hochzeit teilte Mel White seiner Ehefrau mit, dass er schon immer Männer anziehend empfand. White begab sich auf einen langen Prozess, seine Homosexualität zu „heilen“, u. a. durch Psychotherapie, Gebet, Elektrokrampftherapie und Exorzismus.
Keine dieser Techniken veränderte seine Homosexualität. Nach einem versuchten Selbstmord kamen White und Lyla überein, sich einvernehmlich zu scheiden.
1984 lernte White seinen gegenwärtigen Lebensgefährten Gary Nixon kennen. Sie beide leiten die Organisation Soulforce. Das Paar lebt in Lynchburg, Virginia.
1994 schrieb White seine Autobiografie Stranger at the Gate. To Be Gay and Christian in America. In diesem Buch macht White seine frühere Karriere in der Religiösen Rechten und seinen inneren Kampf im Coming Out öffentlich. Seine frühere Ehefrau verfasste das Vorwort zu der Autobiografie, was die weiterhin gute Freundschaft zwischen White und seiner geschiedenen Ehefrau belegt.
1997 wurde White für seine Bemühungen, durch Soulforce die Prinzipien von Mahatma Gandhi und Martin Luther King im Kampf um die Gerechtigkeit für sexuelle Minderheiten zu verteidigen, mit dem National Civil Liberties Award der ACLU ausgezeichnet.
Im Juni 2008 heiratete White seinen Lebensgefährten Gary Nixon in Pasadena, Kalifornien.

## Akademische und schriftstellerische Karriere
White erhielt seinen Master degree in Kommunikationswissenschaft von der University of Portland und arbeitete in den Bereichen Kommunikation und Film an der University of Southern California (UCLA) und in Harvard. Er erhielt den Doktor in Theologie vom Fuller Theological Seminary, wo er über ein Jahrzehnt Professor war. Während dieser Zeit war er als evangelikaler Prediger tätig. Nach seinem Coming Out wechselte White zur Metropolitan Community Church.
White produzierte, schrieb und führte Regie bei 53 Dokumentarfilmen und Fernsehfachsendungen im spirituellen Bereich. White schrieb neben 16 Büchern (davon neun Bestsellern) über die Philippiner Nioy und Corazon Aquino und über die Tragödie des David Rothenberg von Jonestown. Des Weiteren schrieb er das Buch Lust the Other Side of Love und verfasste ein Buch When the Going Gets Tough über den Talkshow-Produzenten Mike Douglas.
Zudem schrieb White als Ghostwriter verschiedene Bücher für evangelikale Fernsehprediger, wie Billy Graham (Approaching Hoofbeats), Pat Robertson (America's Date with Destiny) und Jerry Falwell (Strength for the Journey und If I Should Die before I Wake). In all diesen Publikationen schrieb er jedoch nie gegen Homosexualität. Whites Coming Out geschah zur gleichen Zeit, als die Religiöse Rechte in den USA ihre Anti-Homosexuellen-Rhetorik verschärfte.

## Schriften (Auswahl)
- Mel White: Stranger at the Gate, S. 325, Penguin Group (USA) April 1995, ISBN 0-452-27381-1.
- Mel White: Religion Gone Bad, S. 384, Penguin Group (USA) September 2006, ISBN 1-58542-531-1.